# Steffen Bartschat
Steffen Bartschat (ur. 1 czerwca 1970) – niemiecki skoczek narciarski, reprezentant RFN, srebrny medalista drużynowego konkursu mistrzostw świata juniorów w 1987 roku.
Uczestniczył w 36. Turnieju Czterech Skoczni. W pierwszym z konkursów zajął 92. miejsce, a w drugim był 77. W klasyfikacji łącznej turnieju zajął 105. miejsce z notą 144 punktów.
4 lutego 1987 roku w Asiago, podczas mistrzostw świata juniorów zdobył srebrny medal w konkursie drużynowym, w którym wystartował z Robertem Leonhardem, Dieterem Thomą i Ludwigiem Billerem. Reprezentanci RFN przegrali wówczas z drużyną Niemieckiej Republiki Demokratycznej.

## Puchar Świata

### Miejsca w poszczególnych konkursach Pucharu Świata
| Sezon 1987/1988                                                                        |             |             |             |         |         |            |                        |           |               |        |           |        |           |       |       |        |      |         |         |        |        |        |        |        |        |        |        |        |        |        |        |        |        |        |        |        |        |        |
| Thunder Bay                                                                            | Thunder Bay | Lake Placid | Lake Placid | Sapporo | Sapporo | Oberstdorf | Garmisch-Partenkirchen | Innsbruck | Bischofshofen | Gallio | St.Moritz | Gstaad | Engelberg | Lahti | Lahti | Meldal | Oslo | Planica | Planica | punkty | punkty | punkty | punkty | punkty | punkty | punkty | punkty | punkty | punkty | punkty | punkty | punkty | punkty | punkty | punkty | punkty | punkty | punkty |
| -                                                                                      | -           | -           | -           | -       | -       | 92         | 77                     | -         | -             | -      | -         | -      | -         | -     | -     | -      | -    | -       | -       | 0      | 0      | 0      | 0      | 0      | 0      | 0      | 0      | 0      | 0      | 0      | 0      | 0      | 0      | 0      | 0      | 0      | 0      | 0      |
| Legenda                                                                                |             |             |             |         |         |            |                        |           |               |        |           |        |           |       |       |        |      |         |         |        |        |        |        |        |        |        |        |        |        |        |        |        |        |        |        |        |        |        |
| 1 2 3 4-10 11-15 poniżej 15 - – zawodnik nie wystartował lub zajął miejsce poniżej 15. |             |             |             |         |         |            |                        |           |               |        |           |        |           |       |       |        |      |         |         |        |        |        |        |        |        |        |        |        |        |        |        |        |        |        |        |        |        |        |

### Turniej Czterech Skoczni

#### Miejsca w klasyfikacji generalnej
| Sezon     | Miejsce | Punkty |
| --------- | ------- | ------ |
| 1987/1988 | 105.    | 144,0  |

### Mistrzostwa świata juniorów
| Miejsce | Dzień    | Rok  | Miejscowość | Konkurs                     | Wynik | Strata | Zwycięzca |
| ------- | -------- | ---- | ----------- | --------------------------- | ----- | ------ | --------- |
| 2.      | 4 lutego | 1987 | Asiago      | Skocznia normalna drużynowo | ?     | ?      | NRD       |